# Harry Pollitt
Harry Pollitt, britanski politik, * 1890, † 1960.
Pollitt je bil generalni sekretar Komunistične partije Velike Britanije med letoma 1929 in 1939 ter med 1943 in 1956.